# Phong Lâm
Phong Lâm (chữ Hán giản thể: 丰林县âm Hán Việt: Phong Lâm huyện) là một huyện thuộc địa cấp thị Y Xuân, tỉnh Hắc Long Giang, Cộng hòa Nhân dân Trung Hoa.